# ATLiens
ATLiens è il secondo album degli OutKast pubblicato nel 1996.

## Tracce
1. You May Die (Intro) – 1:05
2. Two Dope Boyz (In a Cadillac) – 2:46
3. ATLiens – 3:50
4. Wheelz Of Steel – 4:03
5. Jazzy Belle – 4:12
6. Elevators (Me & You) – 4:25
7. Ova Da Wudz – 3:48
8. Babylon – 4:24
9. Wailin' – 2:00
10. Mainstream – 5:18
11. Decatur Psalm – 3:58
12. Millennium – 3:09
13. E.T. (Extraterrestrial) – 3:07
14. 13th Floor/Growing Old – 6:51
15. Elevators (Me & You) [DNP 86 Mix] – 4:36

## Singoli
- 1996: Elevators (Me & You)
- 1997: ATLiens
- 1997: Jazzy Belle (Remix)